# Sociedad Canaria de Televisión Regional
La Sociedad Canaria de Televisión Regional o SOCATER es una entidad que desde 1998 es la encargada de la gestión de la programación y la publicidad de la Televisión Canaria, televisión autonómica de las Islas Canarias (España). Originalmente su nombre era PCTV (Productora Canaria de Televisión), sin embargo, una resolución judicial obligó a la empresa concesionaria a cambiar el nombre que utilizaba hasta entonces; así, la PCTV, pasó a denominarse SOCATER.
SOCATER, S. A. está participada en un 40% de su capital por Sogecable-Prisa, que dirige la gestión, y en el 60 % restante, por socios locales. Su sede principal del mismo modo que en el caso de Radio Televisión Canaria, está en la ciudad de Santa Cruz de Tenerife.

## Historia
La Televisión Canaria fue la primera televisión autonómica de España en adoptar un modelo mixto de gestión. El Gobierno se reservaba la titularidad del canal y las decisiones corporativas importantes, mientras que la gestión de los contenidos se adjudica a un operador privado. El modelo fue, ya de por sí, motivo de conflicto entre el Gobierno de José María Aznar y el gobierno nacionalista. El ministro de fomento de entonces, Rafael Arias Salgado lideró la batalla en los tribunales, con el argumento de que la gestión mixta no estaba contemplada por la Ley de Televisión Pública de 1994. 
El Tribunal Supremo reconoció que el modelo de gestión utilizado era ilegal en 1998, sin embargo el Gobierno del PP desistió de aplicar la sentencia, debido a sus acuerdos políticos con CC. Fue entonces cuando el Gobierno nacionalista eligió en 1999 como socio a Sogecable-Prisa, que junto con un grupo de empresas locales se reservó la gestión directa de los contenidos y de la publicidad del canal hasta hoy.
El primer contrato de la Televisión Canaria venció el 31 de diciembre de 2004. El Gobierno presidido por Adán Martín concedió una primera prórroga de un año. A finales de 2005, concedió una segunda prórroga, vigente en 2006. En 2007 concedió una tercera que está en vigor desde el 1 de enero y hasta el 30 de junio de 2007, lo que quiere decir que el Gobierno, con el apoyo del PSOE, adjudicará el nuevo contrato en plena campaña electoral. 
En mayo de 2007, los trabajadores de SOCATER, con el apoyo de los sindicatos, organizaron una huelga y protestas en los centros de producción de Las Palmas de Gran Canaria y Santa Cruz de Tenerife con el objetivo de plantear la negociación de un nuevo convenio colectivo. La movilización afectó principalmente a los servicios informativos, que quedaron reducidos a dos Telenoticias de 15 minutos cada uno.